# Temporada da Liga ACB de 2019-20
A Temporada da Liga ACB de 2019–20 foi a 37.ª edição da principal competição de basquetebol masculino na Espanha a ser disputada entre setembro de 2019 e junho de 2020. A equipe do Real Madrid defende seu título e sua hegemonia na competição. 

## Equipes participantes
| Clube                  | Arena                  | Localização     |
| ---------------------- | ---------------------- | --------------- |
| Baxi Manresa           | Pavelló Nou Congost    | Manresa         |
| Coosur Real Betis      | Palacio San Pablo      | Sevilha         |
| Club Joventut Badalona | Palau Olímpic          | Badalona        |
| FC Barcelona Lassa     | Palau Blaugrana        | Barcelona       |
| Herbalife Gran Canaria | Arena Gran Canaria     | Las Palmas      |
| Iberostar Tenerife     | Pavilhão Insular       | La Laguna       |
| Kirolbet Baskonia      | Fernando Buesa         | Vitoria-Gasteiz |
| Monbús Obradoiro       | Fontes do Sar          | Santiago        |
| Montakit Fuenlabrada   | Fernando Martin        | Fuenlabrada     |
| MoraBanc Andorra       | Poliesportiu d'Andorra | Andorra-a-Velha |
| Movistar Estudiantes   | WiZink Arena           | Madrid          |
| Real Madrid            | WiZink Arena           | Madrid          |
| RETAbet Bilbao Basket  | Bilbao Arena           | Bilbau          |
| San Pablo Burgos       | Coliseum Burgos        | Burgos          |
| Tecnyconta Zaragoza    | Príncipe Felipe        | Saragoça        |
| Unicaja Malaga         | Martín Carpena         | Málaga          |
| UCAM Murcia            | Palacio de Deportes    | Múrcia          |
| Valencia Basket        | Fonte de São Luis      | Valência        |

|  |                                               |
|  | Promovidos da Liga Ouro na temporada anterior |

## Temporada Regular
| Casa\Visitante         | BAX     | COO   | JOV    | BAR    | HER        | IBE    | KIR    | OBR     | FUE    | AND   | EST    | RMB   | RET    | BUR    | ZAR    | UNI    | UCM    | VAL   |
| ---------------------- | ------- | ----- | ------ | ------ | ---------- | ------ | ------ | ------- | ------ | ----- | ------ | ----- | ------ | ------ | ------ | ------ | ------ | ----- |
| Baxi Manresa           |         | 74-84 |        | 75-84  | 93-85      | 61-81  |        | 79-85   |        | 79-72 |        | 75-80 | 101-97 |        | 85-67  | 76-69  | 93-92  | 79-76 |
| Coosur Real Betis      | 88-89   |       | 95-88  | 95-100 | 82-81      |        |        |         |        | 86-81 | 88-66  | 64-84 | 81-79  | 79-66  | 69-71  | 66-88  |        |       |
| Club Joventut Badalona | 104-106 |       |        | 80-95  |            | 77-73  |        | 101-77  | 79-81  |       | 78-76  | 69-88 | 97-86  | 74-82  | 72-93  | 82-97  | 104-93 |       |
| Barça                  | 86-74   | 77-59 |        |        | 89-75      | 103-71 | 95-87  |         | 87-74  |       | 94-72  | 83-63 | 92-94  |        |        | 95-105 |        | 97-94 |
| Herbalife Gran Canaria |         |       | 68-79  | 65-81  |            |        | 72-89  | 102-100 | 102-78 | 80-67 |        |       | 92-54  | 92-89  | 73-79  |        | 85-79  | 87-77 |
| Iberostar Tenerife     |         | 94-89 | 96-90  | 83-87  | 100-79     |        | 78-79  | 77-65   | 74-63  |       | 76-59  | 71-76 | 67-81  | 85-82  |        |        | 85-78  |       |
| Kirolbet Baskonia      | 79-80   | 84-73 | 87-86  |        |            | 75-58  |        | 83-69   | 80-92  | 73-77 | 105-82 | 89-91 |        | 74-82  |        | 77-78  |        | 85-74 |
| Monbús Obradoiro       | 97-83   | 82-73 |        | 86-92  |            |        | 79-92  |         | 78-77  | 75-73 | 78-57  | 76-83 | 98-96  | 73-76  |        |        | 72-83  | 86-83 |
| Montakit Fuenlabrada   | 87-83   | 69-85 | 95-98  | 90-94  | [ nota 1 ] |        | 92-98  |         |        |       | 93-85  |       |        | 76-87  |        | 81-82  | 75-74  | 70-81 |
| MoraBanc Andorra       |         |       | 90-76  | 86-84  | 60-70      | 76-86  | 97-82  | 93-69   | 79-69  |       | 69-65  |       |        | 87-74  | 106-78 | 89-73  | 86-89  |       |
| Movistar Estudiantes   | 87-79   |       |        | 67-74  | 82-78      | 72-74  |        |         |        | 79-87 |        | 72-87 |        | 76-78  | 67-85  | 78-68  | 91-70  | 73-77 |
| Real Madrid            | 94-74   | 93-69 | 83-86  |        | 92-76      |        | 94-95  |         | 89-64  | 91-60 |        |       |        | 104-93 | 92-70  | 82-71  | 95-88  | 85-78 |
| RETAbet Bilbao         | 88-77   | 75-69 |        |        | 90-97      |        | 79-75  | 99-72   | 92-80  | 82-87 | 87-80  | 82-81 |        |        |        | 98-95  |        | 83-79 |
| San Pablo Burgos       | 79-65   | 85-72 | 92-89  | 80-82  |            | 54-70  |        |         | 89-85  | 94-88 |        |       | 93-95  |        | 69-78  | 77-60  | 92-82  | 62-93 |
| Casademont Zaragoza    | 86-79   |       | 90-92  | 89-83  | 81-62      | 99-111 | 101-80 | 96-64   | 75-65  |       | 97-87  | 84-67 | 84-61  |        |        |        | 80-70  |       |
| Unicaja Malaga         |         | 79-71 | 77-65  |        | 79-76      | 80-88  | 82-72  | 85-67   |        |       | 62-67  | 88-92 | 77-70  |        | 75-81  |        |        |       |
| UCAM Murcia            |         | 90-78 |        | 83-87  |            | 19/03  | 75-86  | 90-95   | 94-71  | 72-87 |        |       | 56-57  |        | 89-73  | 82-74  |        | 97-95 |
| Valencia Basket        |         | 95-72 | 100-70 |        | 86-88      | 98-91  |        | 86-76   |        | 89-68 | 79-63  |       | 78-81  | 95-66  | 92-74  | 63-79  | 82-62  |       |

### Classificação Fase Regular
| Pos. | Clube                  | J  | V  | D  | P+    | P-    | SP   | Classificação              |
| ---- | ---------------------- | -- | -- | -- | ----- | ----- | ---- | -------------------------- |
| 1    | Barça                  | 23 | 19 | 4  | 2.041 | 1.847 | 194  | Playoffs                   |
| 2    | Real Madrid            | 23 | 18 | 5  | 1.988 | 1.758 | 230  | Playoffs                   |
| 3    | Casademont Zaragoza    | 23 | 16 | 7  | 1.911 | 1.810 | 101  | Playoffs                   |
| 4    | Iberostar Tenerife     | 22 | 14 | 8  | 1.802 | 1.736 | 66   | Playoffs                   |
| 5    | RETAbet Bilbao Basket  | 23 | 14 | 9  | 1.906 | 1.908 | -2   | Playoffs                   |
| 6    | MoraBanc Andorra       | 23 | 13 | 10 | 1.865 | 1.814 | 51   | Playoffs                   |
| 7    | Valencia Basket        | 23 | 12 | 11 | 1.950 | 1.794 | 156  | Playoffs                   |
| 8    | Kirolbet Baskonia      | 23 | 12 | 11 | 1.926 | 1.886 | 40   |                            |
| 9    | Unicaja Malaga         | 23 | 12 | 11 | 1.823 | 1.798 | 25   |                            |
| 10   | San Pablo Burgos       | 23 | 12 | 11 | 1.840 | 1.874 | -34  |                            |
| 11   | Herbalife Gran Canaria | 22 | 11 | 11 | 1.775 | 1.787 | -12  |                            |
| 12   | Club Joventut Badalona | 23 | 9  | 14 | 1.936 | 2.020 | -84  |                            |
| 13   | BAXI Manresa           | 23 | 9  | 14 | 1.843 | 1.937 | -94  |                            |
| 14   | Monbús Obradoiro       | 23 | 9  | 14 | 1.832 | 1.972 | -140 |                            |
| 15   | Coosur Real Betis      | 23 | 8  | 15 | 1.787 | 1.890 | -103 |                            |
| 16   | UCAM Murcia            | 22 | 7  | 15 | 1.769 | 1.845 | -76  |                            |
| 17   | Montakit Fuenlabrada   | 22 | 5  | 17 | 1.727 | 1.885 | -158 | Rebaixados para a LEB Ouro |
| 18   | Movistar Estudiantes   | 23 | 5  | 18 | 1.703 | 1.863 | -160 | Rebaixados para a LEB Ouro |

## Playoffs

### Confrontos
|  | Quartas-de-final | Quartas-de-final | Quartas-de-final |  |  | Semifinais | Semifinais | Semifinais |  |  | Final | Final | Final |
|  |                  |                  |                  |  |  |            |            |            |  |  |       |       |       |
|  |                  |                  |                  |  |  |            |            |            |  |  |       |       |       |
|  |                  |                  |                  |  |  |            |            |            |  |  |       |       |       |
|  |                  |                  |                  |  |  |            |            |            |  |  |       |       |       |
|  |                  |                  |                  |  |  |            |            |            |  |  |       |       |       |
|  |                  |                  |                  |  |  |            |            |            |  |  |       |       |       |
|  |                  |                  |                  |  |  |            |            |            |  |  |       |       |       |
|  |                  |                  |                  |  |  |            |            |            |  |  |       |       |       |
|  |                  |                  |                  |  |  |            |            |            |  |  |       |       |       |
|  |                  |                  |                  |  |  |            |            |            |  |  |       |       |       |
|  |                  |                  |                  |  |  |            |            |            |  |  |       |       |       |
|  |                  |                  |                  |  |  |            |            |            |  |  |       |       |       |
|  |                  |                  |                  |  |  |            |            |            |  |  |       |       |       |
|  |                  |                  |                  |  |  |            |            |            |  |  |       |       |       |
|  |                  |                  |                  |  |  |            |            |            |  |  |       |       |       |
|  |                  |                  |                  |  |  |            |            |            |  |  |       |       |       |
|  |                  |                  |                  |  |  |            |            |            |  |  |       |       |       |
|  |                  |                  |                  |  |  |            |            |            |  |  |       |       |       |
|  |                  |                  |                  |  |  |            |            |            |  |  |       |       |       |

#### Quartas de final
| Time 1 | Série | Time 2 | 1º Jogo | 2º Jogo | 3º Jogo |
| ------ | ----- | ------ | ------- | ------- | ------- |
|        | -     |        |         |         |         |
|        | -     |        |         |         |         |
|        | -     |        |         |         |         |
|        | -     |        |         |         |         |

#### Semifinal
| Time 1 | Série | Time 2 | 1º Jogo | 2º Jogo | 3º Jogo | 4º Jogo | 5º Jogo |
| ------ | ----- | ------ | ------- | ------- | ------- | ------- | ------- |
|        | -     |        |         |         |         |         |         |
|        | -     |        |         |         |         |         |         |

#### Final
| Time 1 | Série | Time 2 | 1º Jogo | 2º Jogo | 3º Jogo | 4º Jogo | 5º Jogo |
| ------ | ----- | ------ | ------- | ------- | ------- | ------- | ------- |
|        | -     |        |         |         |         |         |         |

### Premiação
| Liga Endesa 2019-20 |
| Espanha             |
| ------------------- |
| Campeão (?° título) |

## Prêmios Individuais

### MVP por mês
| Mês       | Jogador            | Clube    | Ref   |
| 2019      | 2019               | 2019     | 2019  |
| --------- | ------------------ | -------- | ----- |
| Setembro  | Brandon Davies     | Barça    | [ 2 ] |
| Outubro   | Nikola Mirotić     | Barça    | [ 3 ] |
| Novembro  | Askia Booker       | UCAM     | [ 4 ] |
| Dezembro  | Giorgi Shermadini  | Tenerife | [ 5 ] |
| 2020      |                    |          |       |
| Janeiro   | Nikola Mirotić (2) | Barça    | [ 6 ] |
| Fevereiro |                    |          |       |
|           |                    |          |       |
| Março     |                    |          |       |
| Abril     |                    |          |       |
| Maio      |                    |          |       |

### Jogador por rodada
| Rodada | Jogador                     | Valoração |
| ------ | --------------------------- | --------- |
| 1      | Nikola Mirotić (BAR)        | 39        |
| 2      | Brandon Davies (BAR)        | 35        |
| 3      | Earl Clark (BUR)            | 30        |
| 4      | Nikola Mirotić (BAR) (2)    | 43        |
| 5      | D. J. Seeley (ZAR)          | 30        |
| 6      | Fletcher Magee (OBR)        | 33        |
| 7      | Omar Cook (GCA)             | 34        |
| 8      | Tornike Shengelia (KIR)     | 32        |
| 9      | Earl Clark (BUR) (2)        | 28        |
| 10     | Giorgi Shermadini (IBE)     | 35        |
| 11     | Xabi López-Aróstegui (JOV)  | 25        |
| 12     | Jaime Fernández (UNI)       | 38        |
| 12     | Giorgi Shermadini (IBE) (2) | 38        |
| 13     | Axel Bouteille (RET)        | 39        |
| 14     | Giorgi Shermadini (IBE) (3) | 42        |
| 15     | Bojan Dubljević (VAL)       | 29        |
| 15     | Matt Costello (HER)         | 29        |
| 16     | Alen Omić (JOV)             | 33        |
| 17     | Marcelo Huertas (IBE)       | 35        |
| 18     | Giorgi Shermadini (IBE) (3) | 31        |
| 19     | Nemanja Radović (ZAR)       | 32        |
|        |                             |           |
|        |                             |           |
| 22     | Tornike Shengelia (KIR) (2) | 44        |

### Jogador Latino americano por rodada
| Rodada | Jogador                    | Valoração |
| ------ | -------------------------- | --------- |
| 1      | Marcelo Huertas (IBE)      | 24        |
| 2      | Facundo Campazzo (RMB)     | 24        |
| 3      | Rafael Freire Luz (UCM)    | 21        |
| 4      | Gabriel Deck (RMB)         | 23        |
| 5      | Tyson Pérez (AND)          | 24        |
| 6      | Patricio Garino (KIR)      | 22        |
| 7      | Marcelo Huertas (IBE) (2)  | 25        |
| 8      | Gabriel Deck (RMB) (2)     | 16        |
| 9      | Marcelo Huertas (IBE) (3)  | 17        |
| 10     | Augusto Lima (BUR)         | 23        |
| 11     | Juan Pablo Vaulet (BAX)    | 13        |
| 12     | Gabriel Deck (RMB) (2)     | 25        |
| 13     | Nicolás Brussino (ZAR)     | 22        |
| 14     | Marcelo Huertas (IBE) (4)  | 24        |
| 15     | Marcelo Huertas (IBE) (5)  | 24        |
| 16     | Marcelo Huertas (IBE) (6)  | 24        |
| 17     | Marcelo Huertas (IBE) (7)  | 35        |
| 18     | Facundo Campazzo (RMB) (2) | 23        |
| 19     | Gabriel Deck (RMB) (3)     | 28        |
| 20     |                            |           |
| 21     |                            |           |
| 22     |                            |           |
| 23     |                            |           |
| 24     |                            |           |
| 25     |                            |           |
| 26     |                            |           |
| 27     |                            |           |
| 28     |                            |           |
| 29     |                            |           |
| 30     |                            |           |
| 31     |                            |           |
| 32     |                            |           |
| 33     |                            |           |

## Rebaixamento
Por critério de mérito desportivos foram rebaixados para a LEB Ouro na próxima temporada as seguintes equipes:

## Supercopa Endesa 2019
|  | Semifinal                      | Semifinal |    |  | Final                          | Final |  |
|  |                                |           |    |  |                                |       |  |
|  | 21 de Setembro – WiZink Center |           |    |  |                                |       |  |
|  | Barça                          | 71        |    |  |                                |       |  |
|  | Valencia                       | 65        |    |  |                                |       |  |
|  |                                |           |    |  |                                |       |  |
|  |                                |           |    |  | 22 de Setembro – WiZink Center |       |  |
|  |                                |           |    |  | Real Madrid                    | 86    |  |
|  |                                | Barça     | 79 |  |                                |       |  |
|  |                                |           |    |  |                                |       |  |
|  |                                |           |    |  |                                |       |  |
|  |                                |           |    |  |                                |       |  |
|  | 21 de Setembro – WiZink Center |           |    |  |                                |       |  |
|  | Real Madrid                    | 116       |    |  |                                |       |  |
|  | Montakit Fuenlabrada           | 61        |    |  |                                |       |  |

### Premiação
| Supercopa Endesa 2019 (Madrid) |
| Comunidade de Madrid           |
| ------------------------------ |
| Campeão Real Madrid(6° título) |

MVP Movistar 2019 -  Facundo Campazzo

## Copa del Rey de Baloncesto 2020 - Málaga
|  | Quartas de final | Quartas de final      | Quartas de final |                |    | Semifinais       | Semifinais | Semifinais |  |  | Final | Final       | Final |
|  |                  |                       |                  |                |    |                  |            |            |  |  |       |             |       |
|  |                  |                       |                  |                |    |                  |            |            |  |  |       |             |       |
|  | 2º               | Barça                 | 78               |                |    |                  |            |            |  |  |       |             |       |
|  | 6º               | Valencia              | 82               |                |    |                  |            |            |  |  |       |             |       |
|  | 6º               | Valencia              | 82               |                |    | Valencia         | 91         |            |  |  |       |             |       |
|  |                  |                       |                  |                |    | Valencia         | 91         |            |  |  |       |             |       |
|  |                  |                       | Real Madrid      | 68             |    |                  |            |            |  |  |       |             |       |
|  | 1º               | Real Madrid           | Real Madrid      | 68             | 93 |                  |            |            |  |  |       |             |       |
|  | 1º               | Real Madrid           |                  |                | 93 |                  |            |            |  |  |       |             |       |
|  | 5º               | RETAbet Bilbao Basket | 83               |                |    |                  |            |            |  |  |       |             |       |
|  |                  |                       |                  |                |    |                  |            |            |  |  |       | Real Madrid | 95    |
|  |                  |                       |                  | Unicaja Malaga | 68 |                  |            |            |  |  |       |             |       |
|  | 4º               | Iberostar Tenerife    | 85               |                |    |                  |            |            |  |  |       |             |       |
|  | 7º               | MoraBanc Andorra      | 87               |                |    |                  |            |            |  |  |       |             |       |
|  | 7º               | MoraBanc Andorra      | 87               |                |    | MoraBanc Andorra | 59         |            |  |  |       |             |       |
|  |                  |                       |                  |                |    | MoraBanc Andorra | 59         |            |  |  |       |             |       |
|  |                  |                       | Unicaja Malaga   | 92             |    |                  |            |            |  |  |       |             |       |
|  | Anf.             | Unicaja Malaga        | Unicaja Malaga   | 92             | 90 |                  |            |            |  |  |       |             |       |
|  | Anf.             | Unicaja Malaga        |                  |                | 90 |                  |            |            |  |  |       |             |       |
|  | 3º               | Casademont Zaragoza   | 86               |                |    |                  |            |            |  |  |       |             |       |

### Premiação
| Copa del Rey 2020 (Málaga)       |
| Comunidade de Madrid             |
| -------------------------------- |
| Campeão Real Madrid (28° título) |

MVP Movistar 2020 -  Facundo Campazzo

## Clubes espanhóis em competições europeias
| Clube               | Competição            | Resultado                                                      |
| ------------------- | --------------------- | -------------------------------------------------------------- |
| Real Madrid         | EuroLiga              |                                                                |
| Barça Lassa         | EuroLiga              |                                                                |
| Valencia Basket     | EuroLiga              |                                                                |
| Kirolbet Baskonia   | EuroLiga              |                                                                |
| Joventut Badalona   | EuroCopa              | Eliminado no TOP 16 (3º no Grupo H 3v-3d)                      |
| Unicaja Malaga      | EuroCopa              |                                                                |
| MoraBanc Andorra    | EuroCopa              | Eliminado no TOP 16 (4º no Grupo H 1v-5d)                      |
| BAXI Manresa        | Liga dos Campeões     | Eliminado Temporada Regular como 5º lugar do Grupo A (7v - 7d) |
| San Pablo Burgos    | Liga dos Campeões     | Campeão (1º título)                                            |
| Casademont Zaragoza | Liga dos Campeões     |                                                                |
| Iberostar Tenerife  | Liga dos Campeões     |                                                                |
| Iberostar Tenerife  | Copa Intercontinental | Campeão (2º título)                                            |